# نهائي كأس العالم 2002
نهائي كأس العالم لكرة القدم 2002، هو المباراة النهائية لكأس العالم لكرة القدم 2002، لعبت بين ألمانيا والبرازيل في الاستاد الوطني في يوكوهاما، اليابان، كانت هذه المباراة أول مواجهة بين الفريقين في تاريخ بطولات كأس العالم، والظهور السابع لكل من المنتخبين في نهائي البطولة، فازت البرازيل بنتيجة 2-0 لتفوز باللقب الخامس بكأس العالم والأخير لحد الآن، في الشوط الثاني من المباراة سجل رونالدو هدفين من أهدافه الخمسة عشرة في بطولات كأس العالم، ليقود البرازيل للفوز بكأس العالم والفوز بجائزة الحذاء الذهبي كهداف للبطولة، شهدت المباراة الظهور الثالث لكابتن المنتخب البرازيلي آنذاك كافو في نهائي كأس عالم، وهو إنجاز لم يسبق لأحد تحقيقه في تاريخ بطولات كأس العالم.

## مواجهات سابقة
تحدى الفريقان بعضهما البعض 18 مباراة قبل هذه المباراة في مختلف المسابقات سجل كلا الفريقان منهما 51 هدف.فقد فازت البرازيل 11 مرة وسجلت 33 هدف.وفازت ألمانيا 3 مرات وسجلت 18.وتعادل الفريقين 4 مرات أما عن المواجهات في كأس العالم فهذه أول مواجهة تحدث بين الفريقين.

## الطريق إلى النهائي
| المنتخب         | لعب | فاز | تعادل | خسر | له | عليه | -\+ | النقاط |
| --------------- | --- | --- | ----- | --- | -- | ---- | --- | ------ |
| ألمانيا         | 3   | 2   | 1     | 0   | 11 | 1    | +10 | 7      |
| جمهورية أيرلندا | 3   | 1   | 2     | 0   | 5  | 2    | +3  | 5      |
| الكاميرون       | 3   | 1   | 1     | 1   | 2  | 3    | −1  | 4      |
| السعودية        | 3   | 0   | 0     | 3   | 0  | 12   | −12 | 0      |

| المنتخب   | لعب | فاز | تعادل | خسر | له | عليه | -\+ | النقاط |
| --------- | --- | --- | ----- | --- | -- | ---- | --- | ------ |
| البرازيل  | 3   | 3   | 0     | 0   | 11 | 3    | +8  | 9      |
| تركيا     | 3   | 1   | 1     | 1   | 5  | 3    | +2  | 4      |
| كوستاريكا | 3   | 1   | 1     | 1   | 5  | 6    | −1  | 4      |
| الصين     | 3   | 0   | 0     | 3   | 0  | 9    | −9  | 0      |

### ألمانيا
قبل البطولة، عانت ألمانيا من سلسلة إصابات اللاعبين البارزين.فلم يتمكن أحد نجوم المنتخب وهو سيباستيان دايسلر من اللعب بسبب إصابة في ركبته ألحقت به في مباراة ودية أمام النمسا، هذا قبل يومين فقط من مغادرة المنتخب لليابان.وقد ظن الطاقم الطبي الخاص بالفريق في البداية أنه يمكن أن يكون قادرا، ثم سحب قراره خوفا على سلامة دايسلر.وقال المدرب فولر:<كان لدينا بصيص من الأمل، لكن حاليا يجب أن نفكر بسلامة دايسلر أكثر من كأس العالم>.بالإضافة إلى ذلك، هناك أصابات لاعبين آخر وهم:الوسط محمد شول، المدافع كريستيان وورنس وينز نوفوتني، هم جميعا لم يشاركوا في البطولة بسبب الإصابة.
بدأت ألمانيا بدور المجموعات في مجموعة ه مع إيرلندا والكاميرون والسعودية. بدأت ألمانيا مباراتها الافتتاحية مع السعودية في قبة سابورو، وقد أظهرت هيمنة بهزم السعودية 8-0، سجل فيها كلوزه هات تريك أحد ست لاعبين الهدافين في هذه المباراة. في مباراتهم التالية ضد إيرلندا تقدمت ألمانيا ب1-0، لكن بل ثوان قليلة من نهاية الوقت البدل ضائع استطاع روبي كين أن يسجل في مرمى كان وتحقيق التعادل.انتهت المباراة بالتعادل، وحصلت ألمانيا على نقطة في الجدول لتصبح 4 نقاط. بحاجة إلى الفوز على المركز الأول في مجموعته، دخلت ألمانيا المباراة النهائية بدور المجموعات ضد الكاميرون. ومع ذلك، فازت ألمانيا على الكاميرون بسهولة 2-0 في المباراة على استاد شيزوكا، مع كلوزه بتسجيله الهدف الخامس له في البطولة.
.انتهت ألمانيا في المركز الأول في المجموعة ه برصيد سبع نقاط (فوزين وتعادل واحد).
في دور ال16 واجهت ألمانيا الباراغواي، الوصيف من مجموعة ب في ملعب جيجو. وكانت المباراة دفاعية بشكل كبير في الشوطين، وأخيرا سجل نويفل هدف ألمانيا في الدقيقة 88 خاتما بها المباراة. ثم واجهت ألمانيا الولايات المتحدة في الربع نهائي التي فازت به 1-0 عن طريق مايكل بالاك، في الدقيقة 38.
في النصف نهائي واجهت ألمانيا الدولة النصف مستضيفة كوريا الجنوبية. وقد فازت بهدف وحيد لبالاك في الدقيقة 75 لتلقي بعدها أمام البرازيل، أول مواجهة لهما في كأس العالم.

### البرازيل
ضمت البرازيل في مجموعة ج مع تركيا والصين وكوستا ريكا. في كأس العالم السابق 1998، وصلت البرازيل للنهائي لكن خسرت أمام فرنسا بنتيجة 3-0.صرح باوليستا لاعب خط وسط البرازيل في مقابلة بأن كلا الفريقين ومشجعينهم متشائمين بالمباراة، وخصوصا البرازيل بعد خسارتها أمام فرنسا. بعد خسارة 1998، وظفت البرازيل مدربا جديدا، ألا وهو فيليب سكولاري. فيليب اختار خطة جديدة، مختلفة عن المدربين السابقين، حيث وصف بأن خطتهم تتجه للعنف أكثر.
بدأت البرازيل مباراتها الافتتاحية، في 3 يونيو أمام الوصيف المنتخب التركي.سجل التركي حسن شاش أول أهداف المباراة، في الوقت البدل ضائع من الشوط الأول، ليضع البرازيل متأخرى ن بهدف في الشوط الأول.أما في الشوط الثاني فقد كان الرد سريعا من البرازيل، حيث سجل البرازيلي رونالدو هدف التعادل في الدقيقة خمسين، لتصبح النتيجة 1-1.ظلت النتيجة تعادل حتى وقت متأخر، عندما ارتكب التركي ألباي اوزلان خطأ بعرقلته لويزاو داخل منطقة الجزاء، مما أدى لحصوله على بطاقة حمراء وإعطاء البرازيل ركلة جزاء، سجلها ريفالدو لينهي المباراة بنصر البرازيل 2-1. واجهت البرازيل في مباراتهم الثانية في ملعب السن مانوسو أمام الصين مباراة سهلة.فقد سجل كل من روبيرتو كارلوس، ريفالدو، رونالدو ورونالدينهو، الأهداف الثلاثة الأولى جاءت في الشوط الأول.بهذا الفوز، أنهت البرازيل أمل الصين في التأهل لدور خروج المغلوب وأخرجتها من كأس العالم بعد خسارتها الثانية. في مباراتهم الأخيرة أمام كوستا ريكا، كانت البرازيل منافسة قوية جدا، فقد سجل رونالدو هدفين، وكان واحدا من أربعة لاعبين سجلوا في هذه المباراة لتنتهي 5-2..وأنهت البرازيل المجموعة متصدرة ب9 نقاط و11 هدف لتتأهل لدور ال16.
واجهت البرازيل بدخولها دور خروج المغلوب بنتيجة ممتازة، وصيف مجموعة ح البلجيك في الثمن نهائي. بدأت المباراة بانعدام الأهداف في الشوط الأول إذ أن كلا الفريقين قد ملكا حراسة جيدة.وقد بدأ ريفالدو بالتسجيل في الدقيقة 67.أضاف رونالدو هدف آخر للبرازيل في الدقيقة 87، معطيا البرازيل الفوز بهدفين نظيفين. ثم واجهت البرازيل إنجلترا في الربع نهائي.تقدمت إنجلترا مبكرا عن طريق مايكل أوين في الدقيقة 23.تعادلت البرازيل بهدف ريفالدو قبل نهاية النصف الأول من المباراة، ليسجل في مباراته الثانية على التوالي.أضاف رونالدينهو الهدف الثاني ليضع البرازيل متقدمين في الشوط الثاني.بعد سبع دقائق فقط طرد الحكم المكسيكي فيليب راموس ريزو رونالدينهو ليستبعد من المباراة القادمة. بالرغم من أن البرازيل لعبت بعشر لاعبين، فقد فازت بهدفين لهدف وتأهلت لنصف النهائي لتواجه تركيا.
واجهت البرازيل تركيا في النصف نهائي للمرة الثانية في استاد سيتاما.المباراة كانت غير مشابهة للأولى، فقد كان كلا دفاعي الفريق قويا.انتهى الشوط الأول بالتعادل السلبي.لكن في الشوط الثاني تغيرت الأمور بسرعة.فبعد دقائق قليلة في الشوط الثاني في الدقيقة 49 سجل رونالدو الهدف الأول والوحيد في المباراة. بهذا النصر تأهلت البرازيل ضد منتخب ألمانيا المذكور لتأخذ اللقب الخامس.

## خلفية المباراة

### البث وملعب المباراة
بثت أكثر من 200 أرض ودولة مختلفة المباراة على الراديو والتلفاز. إجماليا، بثت 232 قناة مختلفة التي كانت رقما قياسيا جديدا لبث نهائي كأس العالم (والذي حطم في نهائي 2006). حظي النهائي بأكبر مشاهدين على التلفاز في البطولة بأكملها وهو 63 مليون مشاهد.
لعبت المباراة في استاد يوكوهاما الوطني، الذي قد لعبت فيه من نفس البطولة 3 مبارايات. يعد استاد يوكوهاما أكبر ملعب استخدم ضمن البطولة، في نفس الوقت يعد أكبر ملعب في اليابان بأكملها، ضاما 700,000 كرسي للمتفرجين.أما عن حضور المباراة فقد حضر 260,000 متفرج والذي يعد أيضا رقما قياسيا جديدا.

### كرة المباراة
كرة المباراة هي اديداس فيفرنوفا، كرة قد صنعت خصيصا لهذه المباراة.

## ملخص المباراة
بدأت المباراة بانعدام الأهداف في الشوط الأول.وأعطي روكي جونيور البرازيلي البطاقة الصفراء من البداية في الدقيقة 6.بعد 3 دقائق حصل على لاعب آخر البطاقة الصفراء وهو كلوزه الألماني.في الشوط الثاني بدأت الأحداث الحقيقية للمباراة، حيث سجل رونالدوأول هدف في المباراة بصناعة ريفالدو في الدقيقة 66 و47 ثانية.وتم استبدال كلوزه صاحب البطاقة الصفراء بدل بيرهوف.ثم بعد 3 دقائق مرة أخرى تم استبدال يريمز بدل أسامواه.هذه التبديلات لم تنفع فبعد دقيقتين من التبديل الأخير سجل رونالدو هدف آخر بصناعة كليبرسون في الدقيقة 78 و26 ثانية.في الدقيقة 84 أخرجت ألمانيا بود بدل زيجه لتنهي تبديلاتها الثلاث، بعدها بدقيقة استبدلت البرازيل أول استبدال حيث أخرجت رونالدينهو بدل باوليستا.ثم أخرجت رونالدو صاحب الهدفين ورجل المباراة في الدقيقة 90 بدل دنيلسون.انتهت المباراة ب2-0 لتأخذ كأس العالم للمرة الخامسة.

## التفاصيل
| ألمانيا | 0 - 2   | البرازيل         |
| ------- | ------- | ---------------- |
|         | (تقرير) | رونالدو 67'، 79' |

| ألمانيا | البرازيل |

| ألمانيا:  |    |                 |    |     |
|           |    |                 |    |     |
| GK        | 1  | أوليفر كان      |    |     |
| CB        | 2  | توماس لينكه     |    |     |
| CB        | 5  | كارستن راميلو   |    |     |
| CB        | 21 | كريستوف ميتسلدر |    |     |
| RM        | 22 | تورشتن فرينغس   |    |     |
| CM        | 8  | ديتمار هامان    |    |     |
| CM        | 16 | ينز يريميز      |    | 77' |
| LM        | 17 | ماركو بوده      |    | 84' |
| AM        | 19 | بيرند شنايدر    |    |     |
| CF        | 11 | ميروسلاف كلوزه  | 9' | 74' |
| CF        | 7  | أوليفر نويفل    |    |     |
| احتياط:   |    |                 |    |     |
| FW        | 20 | أوليفر بيرهوف   |    | 74' |
| FW        | 14 | جيرالد أسامواه  |    | 77' |
| MF        | 6  | كريستيان تسيغه  |    | 84' |
| المدرب:   |    |                 |    |     |
| رودي فولر |    |                 |    |     |

| البرازيل:           |    |                  |    |     |
|                     |    |                  |    |     |
| GK                  | 1  | ماركوس           |    |     |
| CB                  | 3  | لوسيو            |    |     |
| CB                  | 5  | إدميلسون         |    |     |
| CB                  | 4  | روكي جونيور      | 6' |     |
| RM                  | 2  | كافو             |    |     |
| CM                  | 8  | جيلبرتو سيلفا    |    |     |
| CM                  | 15 | جوزيه كليبرسون   |    |     |
| LM                  | 6  | روبرتو كارلوس    |    |     |
| AM                  | 11 | رونالدينيو       |    | 85' |
| CF                  | 10 | ريفالدو          |    |     |
| CF                  | 9  | رونالدو          |    | 90' |
| احتياط:             |    |                  |    |     |
| MF                  | 19 | جونينيو باوليستا |    | 85' |
| MF                  | 17 | دينيلسون         |    | 90' |
| المدرب:             |    |                  |    |     |
| لويس فيليبي سكولاري |    |                  |    |     |

| الحكام - الحكام المساعدون: - ليف لندبيرج (السويد) - فيليب شارب (إنجلترا) - حكم رابع: هغ دالاس (سكوتلندا) |

## إحصائيات
مصدر
|                            | ألمانيا | البرازيل |
| -------------------------- | ------- | -------- |
| أهداف                      | 0       | 2        |
| التسديدات                  | 12      | 9        |
| التسديدات على المرمى       | 4       | 7        |
| امتلاك الكرة               | 57%     | 43%      |
| ركلات ركنية                | 13      | 3        |
| الأخطاء                    | 21      | 19       |
| التسلل                     | 1       | 0        |
| بطاقات صفراء               | 1       | 1        |
| بطاقة ثانية صفراء ثم حمراء | 0       | 0        |
| بطاقات حمراء               | 0       | 0        |

## وصلات خارجية
ملخص المباراة على اليوتيوب على يوتيوب